# Fortschritt

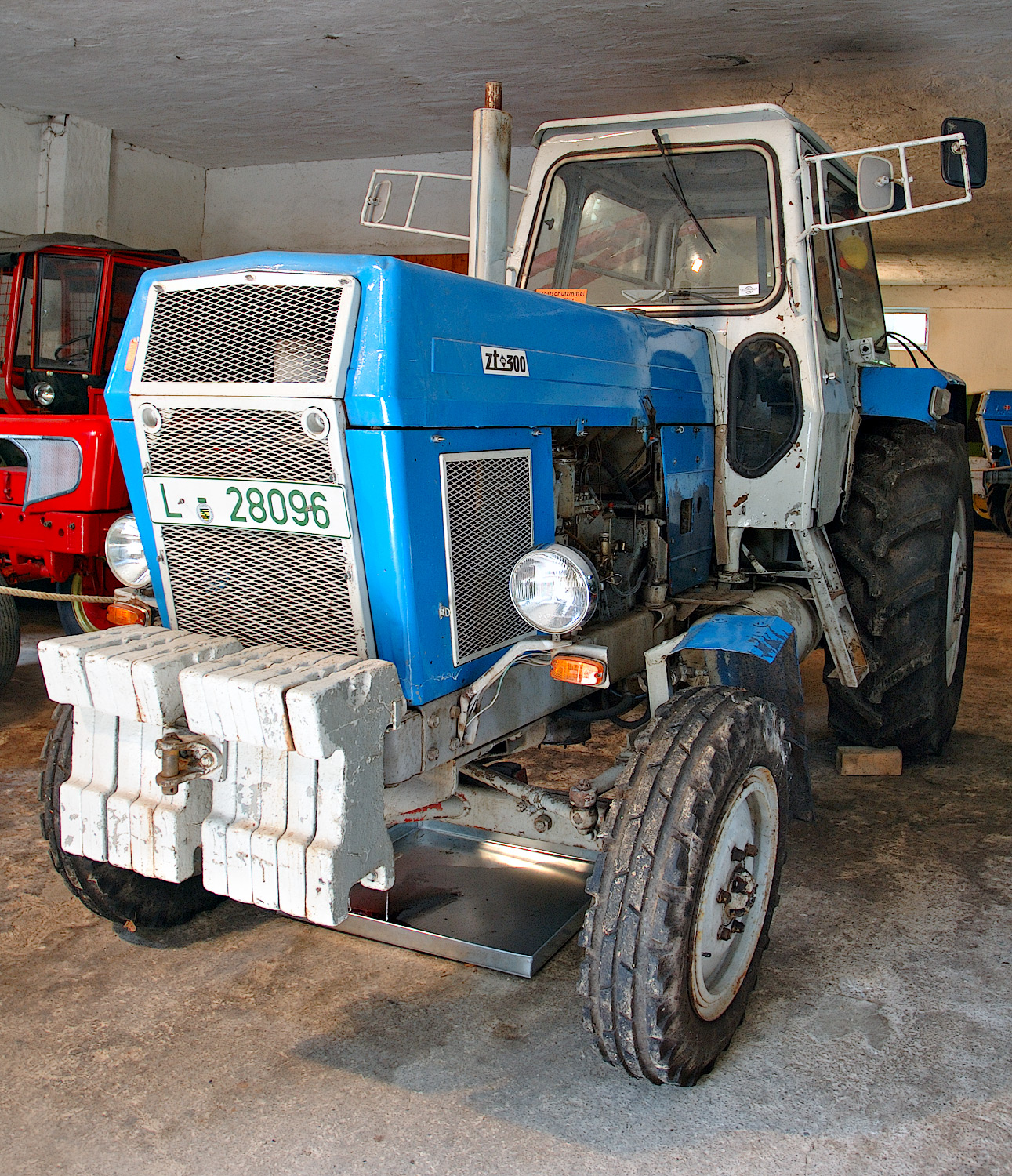
Fortschritt ZT 300

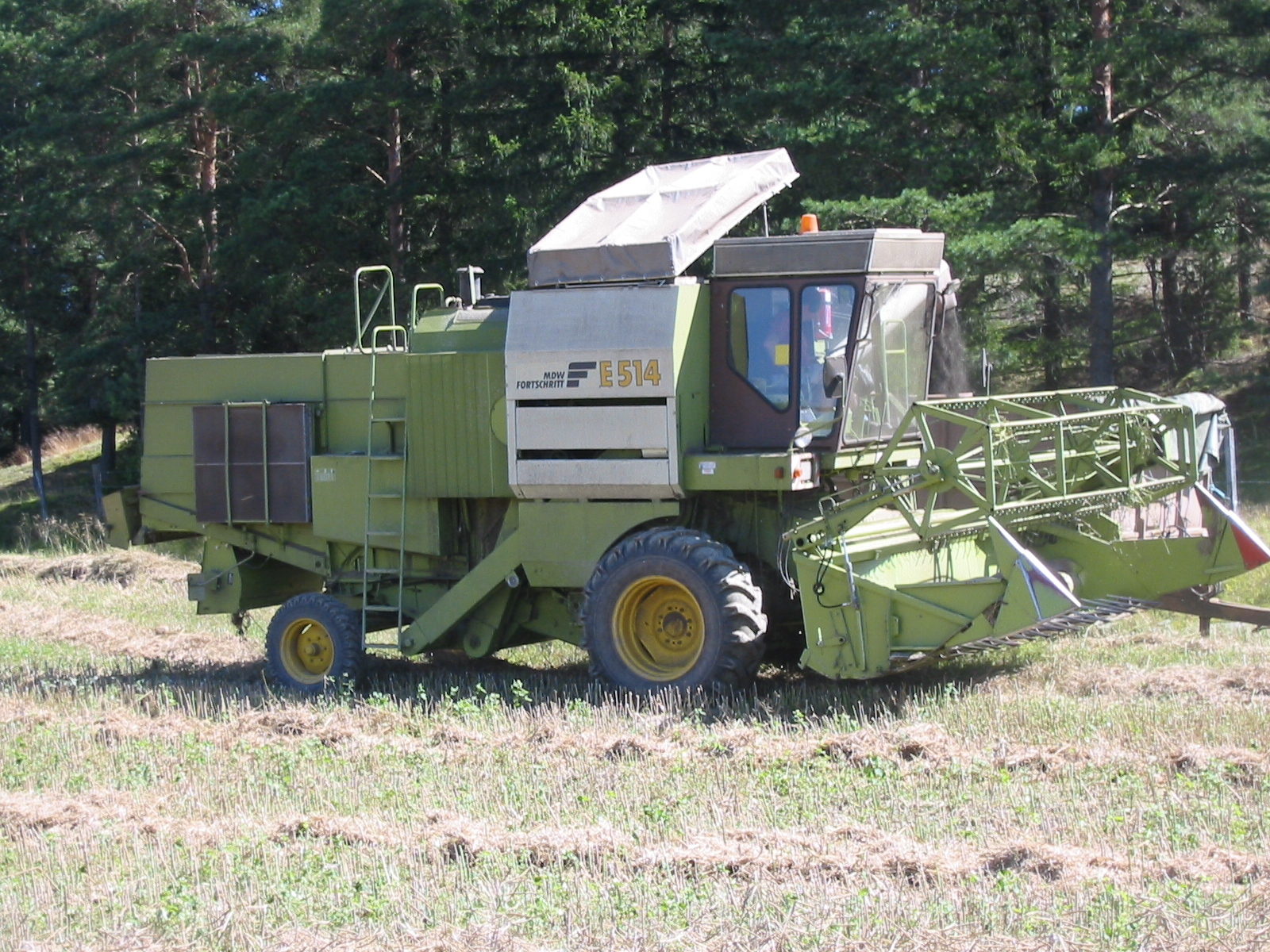
Kombajn zbożowy Fortschritt E 514

Kombinat Fortschritt Landmaschinen – największy producent maszyn rolniczych w NRD od lat 60. XX w. Od 1978 roku wszystkie maszyny rolnicze były produkowane pod marką Fortschritt.

## Historia
Początkiem Kombinatu Fortschritt było połączenie w 1951 roku pięciu spółek we wschodniej Saksonii zajmujących się produkcją maszyn rolniczych, budowlanych i maszyn do obróbki drewna.
Fortschritt Landmachinen GmbH został sprywatyzowany w czerwcu 1994 roku – 52% spółki zostaje sprzedane Carl Mengele Maschinenfabrik GmbH a 48% nabywa Messrs Albert and Helmut Bidell (Bidell/Mengele).

## Główne produkty
- Ciągniki rolnicze
  - Fortschritt ZT 300
  - Fortschritt ZT 303
  - Fortschritt ZT 320-A
  - Fortschritt ZT 323-A
  - Fortschritt ZT 325
  - Fortschritt ZT 403
  - Fortschritt ZT 423-A
- Kombajny zbożowe:
  - Fortschritt E 512
  - Fortschritt E 514(inne języki)
  - Fortschritt E 516
  - Fortschritt E 516 B
  - Fortschritt E 517(inne języki)
  - Fortschritt E 518
  - Fortschritt E 524(inne języki)
  - Fortschritt E 526
- Sieczkarnie samojezdne:
  - Fortschritt E 280
  - Fortschritt E 281
  - Fortschritt E 281 C
  - Fortschritt E 281 E
  - Fortschritt E 282
- Kosiarki pokosowe samojezdne:
  - Fortschritt E 301
  - Fortschritt E 302
  - Fortschritt E 303
  - Fortschritt E 340
- Prasy do słomy:
  - Fortschritt K 442/1
  - Fortschritt K 454
- Pozostałe:
- Pługi:B 200,B 550 oraz B 201 i agregaty B 601, B 603
  - Koparko-ładowarki T 174
  - Kombajny ziemniaczane E 685
  - Rozsiewacze nawozów
  - Rozrzutniki obornika T-088
  - Kombajn do marchwi EM-11
- Prototypy:
  - Fortschritt E 510
  - Fortschritt E 532